# Olaf Prenzler
Olaf Prenzler (* 2. dubna 1958, Kasdorf, Porýní-Falc) je bývalý východoněmecký atlet, sprinter, jehož hlavní disciplínou byl běh na 200 metrů.
První úspěch však zaznamenal v roce 1977 na stometrové trati, když získal stříbrnou medaili na juniorském mistrovství Evropy v Doněcku. O rok později získal na mistrovství Evropy v Praze stříbrnou medaili v běhu na 200 metrů, když ve finále nestačil jen na Itala Pietro Menneu. Druhé stříbro přidal ve štafetě na 4 x 100 metrů, ve které dále běželi Manfred Kokot, Eugen Ray a Alexander Thieme.
V roce 1980 reprezentoval na letních olympijských hrách v Moskvě, kde obsadil v semifinále celkové desáté místo a do osmičlenného finále nepostoupil. Největší individuální úspěch zaznamenal v roce 1982 na mistrovství Evropy v Athénách, kde se stal mistrem Evropy v běhu na 200 metrů, když cílem proběhl v čase 20,46 s. Stříbro získal Cameron Sharp z Velké Británie, který byl o jednu setinu pomalejší a bronz Frank Emmelmann z NDR.
V roce 1985 získal stříbrnou medaili na halové ME v Athénách, kde prohrál jen s Italem Stefano Tillem. Na mistrovství Evropy ve Stuttgartu 1986 doběhl na sedmém místě a společně s Thomasem Schröderem, Steffenem Bringmannem a Frankem Emmelmannem vybojoval stříbrné medaile ve štafetě na 4 x 100 metrů.